# Kentropyx paulensis
Kentropyx paulensis är en ödleart som beskrevs av den tyske zoologen Oskar Boettger 1893. Kentropyx paulensis ingår i släktet Kentropyx, och familjen tejuödlor. Inga underarter finns listade.

## Utbredning
Kentropyx paulensis förekommer i södra Brasilien och förmodligen i Bolivia, vilket inte är bekräftat.